# Bedřich Rozehnal (politik)
Bedřich Milota Rozehnal, též Friedrich Rozehnal (23. března 1820 Hulín – 6. března 1876 Kroměříž) byl rakouský politik české národnosti z Moravy; poslanec Moravského zemského sněmu.

## Biografie
Byl synem lékaře z Hulína. Studoval práva na univerzitě v Olomouci, ale školu nedokončil. Od roku 1849 do roku 1852 působil v redakci listu Moravské národní noviny, které vydával Jan Ohéral. Mezi jeho přátele patřil Janko Kráľ, který počátkem roku 1849 během návštěvy Kroměřížského sněmu pobýval u Rozehnala v Hulíně. V září 1849 bydlel Kráľ u Rozehnala opět, nyní jako člen oddílu slovenských dobrovolníků. Kráľ zde napsal tehdy báseň Šahy.
Podle údajů z roku 1864 působil Rozehnal jako redaktor v Olomouci. Redigoval olomouckou Moravu. Dobové nekrology uvádějí, že zesnulý byl i purkmistrem v Prostějově, v seznamu starostů Prostějova ovšem uváděn není.
V 60. letech se zapojil i do vysoké politiky. V zemských volbách v roce 1861 byl zvolen na Moravský zemský sněm, za kurii městskou, obvod Prostějov. V roce 1861 se uváděl jako kandidát Moravské národní strany (staročeské). V září 1864 na mandát rezignoval, ale po několika dnech rezignaci odvolal. Podle dobového tisku čelil Rozehnal v Prostějově žalobě pro urážku na cti od magistrátního úředníka Barnikela. Rozehnal prý po setkání s Barnikelem oznámil, že složí mandát poslance, načež Barnikel od podání žaloby upustil. Jenže Rozehnal pak své rozhodnutí revidoval. Spor o platnost rezignace pak skončil u soudu. V ledmu 1865 byl Rozehnal odsouzen okresním soudem ke dvěma dnům vězení. Soudní pře pokračovala po celý rok 1865. V listopadu 1865 ho v doplňovacích volbách na sněmu nahradil Johann Zajiczek.
Zemřel v březnu 1876 po delší nemoci. Příčinou úmrtí byly plicní tuberkle. Některé zdroje uvádějí, že zemřel v kroměřížském vězení, kam měl být odsouzen za padělání směnek.